# William Christie
William Lincoln Christie(Buffalo, 1944. december 19. – ) amerikai-francia karmester, csembalóművész, tanár, a Les Arts Florissants régizene együttes alapítója.

## Élete, munkássága
A New York állambeli Buffalóban született, William Lincoln Christie és Ida Jones kórusvezető fia. A családnak építészmérnöki vállalkozása volt, de a zene mindenkit érdekelt. Eleinte úgy tűnt, hogy ő is az építészeti pályát követi, de a Harvard Egyetemen, ahol angolt és művészettörténetet hallgatott, inkább az orvosi pályát érezte közel magához. Zongorát és orgonát is tanult, és minden évben részt vett az egyetemen zenei kurzusokon. „Végül rájöttem, hogy az, hogy orvos akarok lenni, nem valós” – nyilatkozta. A zenei pálya választása mégsem borította fel a családi elvárásokat, szülei örültek a döntésének.
1966-ban végzett a Harvardon, majd posztgraduális zenei tanulmányokba kezdett a Yale Egyetemen, ahol csembalót tanult Ralph Kirkpatricknál, a hangszer és Domenico Scarlatti szonátáinak egyik újrafelfedezőjénél. Abban az időben teljesedett ki a vietnámi háború, illene az ellene folytatott tiltakozások, és a hadseregbe való besorozást azzal kerülte el, hogy bejelentkezett egy tartalékos tiszti tanfolyamra. A kiképzési idő után visszatért a Yale-re, és „az egyenruhámat egy régi papírzsákba tettem, és kidobtam” – mondta. Ezután egy évig a rangos Dartmouth College zenetanára volt, de a szerződését nem hosszabbították meg, ezért 1971-ben Párizsba költözött, és beiratkozott a konzervatóriumba.
Eleinte egyformán foglalkozott a barokk és a kortárs zenével. A Five Century Ensemble tagja lett, Gesualdo és Monteverdi mellett Berio-, Ligeti- és Birtwistle-darabokat adtak elő. „Természetesen csak egy őrült peremközönséget vonzottunk. De a maga módján a munkánk mindkét része új és érdekes volt” – nyilatkozta erről az időszakról. 1976-ban csatlakozott a René Jacobs által vezetett Concerto Vocaléhoz, amely az egyik legfontosabb, korhű hangszereken historikus zenét játszó együttes volt akkor. 1981-ig maradt a Concerto Vocale tagja.
Párizs zenei életét abban az időben Pierre Boulez dominálta, aki megvetette a barokk és általában a régi zenét, talán ez is vezetett odáig, hogy Christie 1979-ben megalapította a Les Arts Florissants nevű régizene együttest. A zenekar nevét Marc-Antoine Charpentier azonos című (Virágzó művészetek) kompozíciójáról vette. Az együttes élén egy rendkívül jellegzetes stílust és repertoárt alakított ki, amelyet addig nagyrészt elhanyagoltak és elfelejtettek. Érdekesség, hogy bár a zenekarnak a gerince francia, de tagjai között amerikai, brit, ír, holland, spanyol, ausztrál és japán zenészek is vannak. Első nagy operasikerük 1981-ben Charpentier Actéonjának előadása volt, 1985-ben Jean-Philippe Rameau Hippolyte et Aricie című operája következett a párizsi Opéra-Comique-ban, majd ugyanitt jött az igazi nagy áttörés 1986-ban (vagy 1987-ben) Jean-Baptiste Lully Atys című operájának bemutatásával. 1989-ben nagy sikerrel adták elő Henry Purcell Tündérkirálynőjét az Aix-en-Provence-i Fesztiválon. A Les Arts Florissants egyre sikeresebb lett, a francia közönség kedvencévé, sőt igazi nemzeti intézménnyé lett.
1982 és 1995 között a Párizsi Konzervatórium, a francia zenei hagyomány oktatási központjának első amerikai professzora, a régizene osztály vezetője volt. 2002-ben elindította kétévente megrendezett akadémiáját Caenben fiatal énekesek számára, Le Jardin des Voix néven. 2008-ban a Les Arts Florissants zenészeivel régizenei programot indított a New York-i Juilliard Schoolban, és zenészek új generációjának sorát nevelte ki ezen a területen. Szép kertje van Vendée megyében, Thiréi házánál, itt hozta létre 2012-ben a Dans les Jardins de William Christie fesztivált, ahol a Les Arts Florissants, a Juilliard School diákjai és a Le Jardin des Voix díjazottjai lépnek fel. 2015-ben a fesztivál keretében – lelkes és elkötelezett amatőr kertépítész lévén – elindította az Efemer Jardin díjat (Prix du Jardin Éphémère) fiatal tájépítészek és botanikusok számára, emellett egész évben várja a kertészeti középiskolák fiatal diákjait szakmai gyakorlatra kertjében. A kertet és a házat műemléknek nyilvánították. Ingatlanvagyonát a 2018-ban létrehozott Les Arts Florissants–William Christie Alapítványra hagyta.
2019 decemberében, együttese alapításának 40. évfordulóján újszerű vállalkozása volt a Baroque Odyssey című, jó értelemben vett szórakoztató előadása, amelyet a Philharmonie de Paris-ban mutattak be a Les Arts Florissants, a Juilliard School zenészeinek és neves énekesek közreműködésével. Lendülete a 2020-as években sem csökkent. 2021-ben a Festival de Peralada keretében adott emlékezetes Händel-műsort, majd ugyanebben az évben nagy sikere volt Mondonville Titon et L’Aurore című operájának bemutatása az Opéra-Comique-ben, különleges rendezésben.
A barokk zene újrafelfedezésének úttörőjeként 17. és 18. századi művek sorával ismertette meg a közönséget. Charpentier-től Rameau-ig, Couperinen, Mondonville-en, Camprán vagy Montéclairen át Monteverdi, Scarlatti előadása mellett Purcell és Händel szerzeményeit ugyanolyan sikerrel mutatta be, mint Mozart, Haydn vagy Bach műveit. A Les Arts Florissants együttessel számos turnén vett részt a világ számos országában, vendégkarmesterként gyakran lép fel operafesztiválokon vagy olyan operaházakban, hangversenytermekben, mint a New York-i Metropolitan Opera, a Zürichi Operaház, az Opéra National de Lyon vagy a budapesti Művészetek Palotája. 2002 és 2007 között rendszeresen fellépett vendégkarmesterként a Berlini Filharmonikusokkal.
1995-ben lett francia állampolgár, de megtartotta amerikai állampolgárságát is. Didier Durand-Bancel, az Erato kiadó elnöke azt mondta róla, hogy „többet tud a francia kultúráról, mint az őshonos franciák 99,9%-a”. Munkásságát számos módon elismerték, hangfelvételeivel díjak sorát kapta meg. Díjai közül: Grand siècle Laurent Perrier-díj, Harvard Művészeti Érem, Georges Pompidou-díj, a francia Képzőművészeti Akadémia (Académie des beaux-arts) tagja, a francia Becsületrend nagykeresztje, a Művészetek és Irodalom Érdemrendje (Ordre des Arts et des Lettres), díszdoktora a New York-i Egyetemnek, a Juilliard School of Musicnak, a Buffalói Állami Egyetemnek és a Leideni Egyetemnek.

## Felvételei
Válogatás az AllMusic és a Discogs nyilvántartása alapján.

| Megjelenés | Tartalom                                             | Közreműködők                                                                                             | Kiadó                     |
| ---------- | ---------------------------------------------------- | --- | ------------------------- |
| 1971       | Clavecinistes Français du XVIIIème Siècle            | Nicolas Siret, Claude Balbastre                                                                          | ORTF                      |
| 1978       | Händel: Duetti e Cantate da Camera                   | Concerto Vocale, Judith Nelson, René Jacobs, Wieland Kuijken, Konrad Junghänel                           | Harmonia Mundi France     |
| 1979       | Henry Purcell: Music for a While                     | Alfred Deller, Wieland Kuijken, Roderick Skeaping                                                        | Harmonia Mundi France     |
| 1980       | Charpentier: Deux Oratorios                          | Les Arts Florissants                                                                                     | Harmonia Mundi France     |
| 1982       | Charpentier: Actéon                                  | Dominique Visse, Agnès Mellon, Jill Feldman, Les Arts Florissants                                        | Harmonia Mundi            |
| 1986       | Purcell: Dido & Aeneas                               | Guillemette Laurens, Jill Feldman, Philippe Cantor, Les Arts Florissants                                 | Harmonia Mundi            |
| 1988       | Montéclair: La Mort de Didon, Cantatas               | Agnès Mellon, Monique Zanetti, Gérard Lesne, Les Arts Florissants                                        | Harmonia Mundi            |
| 1991       | Rameau: Les Indes Galantes                           | Claron McFadden, Sandrine Piau, Isabelle Poulenard, Les Arts Florissants                                 | Harmonia Mundi France     |
| 1995       | Händel: Concerti Grossi Op. 6                        | Les Arts Florissants                                                                                     | Harmonia Mundi            |
| 1996       | Mozart: Die Zauberflöte                              | Rosa Mannion, Natalie Dessay, Hans Peter Blochwitz, Anton Scharinger, Les Arts Florissants               | Erato                     |
| 1997       | Händel: Orlando                                      | Patricia Bardon, Rosa Mannion, Hilary Summers, Rosemary Joshua, Harry van der Kamp, Les Arts Florissants | Erato                     |
| 1998       | Monteverdi: Vespro della Beata Vergine               | Sophie Marin-Degor, Maryseult Wieczorek, Artur Stefanowicz, Paul Agnew, Les Arts Florissants             | Erato                     |
| 2001       | Händel: Alcina                                       | Renée Fleming, Susan Graham, Natalie Dessay, Les Arts Florissants                                        | Erato                     |
| 2006       | Le Jardin Des Voix                                   | Les Arts Florissants                                                                                     | Virgin Classics           |
| 2010       | Ombre de Mon Amant (French Baroque Arias)            | Anne Sofie von Otter, Les Arts Florissants                                                               | Archiv Produktion         |
| 2014       | Jardin de Monsieur Rameau                            | Les Arts Florissants                                                                                     | Editions Arts Florissants |
| 2017       | Un Jardin à L'Italienne (Airs, Cantates & Madrigals) | Les Arts Florissants                                                                                     | Harmonia Mundi            |
| 2018       | J.S. Bach: Mass in B Minor                           | Katherine Watson, Tim Mead, Reinoud Van Mechelen, André Morsch, Les Arts Florissants                     | Harmonia Mundi            |
| 2019       | Claudio Monteverdi: L’Incoronazione di Poppea        | Sonya Yoncheva, Kate Lindsay, Stéphanie d'Oustrac, Renato Dolcini, Les Arts Florissants                  | Harmonia Mundi            |
| 2021       | Rameau: Platée                                       | Marcel Beekman, Jeanine De Bique, Cyril Auvity, Arnold Schoenberg Choir, Les Arts Florissants            | Harmonia Mundi            |
| 2023       | Händel: L’Allegro il Penseroso ed il moderato        | Leo Jemison, Rachel Ramond, Les Arts Florissants                                                         | Harmonia Mundi            |
| 2023       | Haydn: Paris Symphonies, Violin Concerto No. 1       | Théotime Langlois de Swarte, Les Arts Florissants                                                        | Harmonia Mundi            |